# 美国广告代理商协会
美国广告代理商协会( American Association of Advertising Agencies，簡稱4A's ) 是美国廣告代理商組成的行业协会。成立于1917年。美国广告代理商协会成員投放的廣告佔美国广告总支出的85%以上。 